# كوكو أوستين
كوكو أوستين (بالإنجليزية: Coco Austin) هي عارضة وممثلة أمريكية، ولدت في 17 مارس 1979 في الولايات المتحدة.

## وصلات خارجية
- كوكو أوستين على موقع IMDb (الإنجليزية)
- كوكو أوستين على موقع ألو سيني (الفرنسية)
- كوكو أوستين على موقع ميوزك برينز (الإنجليزية)
- كوكو أوستين على موقع ميوزك برينز (الإنجليزية)
- كوكو أوستين على موقع أول موفي (الإنجليزية)
- كوكو أوستين على موقع إن إن دي بي (الإنجليزية)
- كوكو أوستين على موقع قاعدة بيانات الفيلم (الإنجليزية)
- كوكو أوستين على موقع كينوبويسك (الروسية)